# Gulkronad natthäger
Gulkronad natthäger (Nyctanassa violacea) är en amerikansk fågel i familjen hägrar inom ordningen pelikanfåglar.

## Utseende
Gulkronad natthäger är en rätt liten häger med en kroppslängd på 55–70 centimeter. Den är kompakt med kort och tjock hals, korta ben, stort huvud, tjock och rätt kort näbb och breda och runda vingar. I färgsättningen är den elegant molngrå med ett svartvitt tecknat huvud: svart med vit kind samt gräddgul hjässa och huvudplymer. Benen är orangegula. Ungfågeln är brun med fina fläckar på rygg och vingar, streckad på undersidan.

## Läten
Det vanligaste lätet i flykten är ett skällande "kwok", ljusare och mer kråklikt än natthägerns.

## Utbredning och systematik
Gulkronad natthäger delas in i sex underarter i två grupper:
- Nyctanassa violacea pauper – förekommer på Galápagosöarna
- violacea-gruppen:
  - Nyctanassa violacea violacea – förekommer från centrala och östra USA till östra Mexiko och Honduras
  - Nyctanassa violacea bancrofti – förekommer från Baja California och västra Mexiko till El Salvador och Västindien
  - Nyctanassa violacea gravirostris – förekommer på Socorroön (Revillagigedoöarna utanför västra Mexiko)
  - Nyctanassa violacea calignis – förekommer från Panama till Peru
  - Nyctanassa violacea cayennensis – förekommer från Colombia till östra Brasilien

Underarten gravirostris inkluderas ofta i bancrofti.
Gulkronad natthäger är en mycket sällsynt gäst i Europa med fem fynd från Azorerna och ett från Madeira.

## Levnadssätt
Arten förekommer i kustnära våtmarker, diken och mangroveträsk där den födosöker både dag och natt huvudsakligen efter krabbor. I Nordamerika påträffas den även inåt landet där den lever av kräftor. Den häckar i träd nära vatten, så högt som 20 meter eller mer ovan mark, ensamma eller i kolonier med flera hundra par. Paret bygger boet tillsammans eller återanvänder ett gammalt. Fågeln lägger två till sex blekt blågröna ägg som ruvas i 24–25 dagar. Ungarna är flygga 30–43 dagar efter kläckning.

## Status och hot
Arten har ett stort utbredningsområde och en stor population med stabil utveckling. Utifrån dessa kriterier kategoriserar IUCN arten som livskraftig (LC).

## Bilder

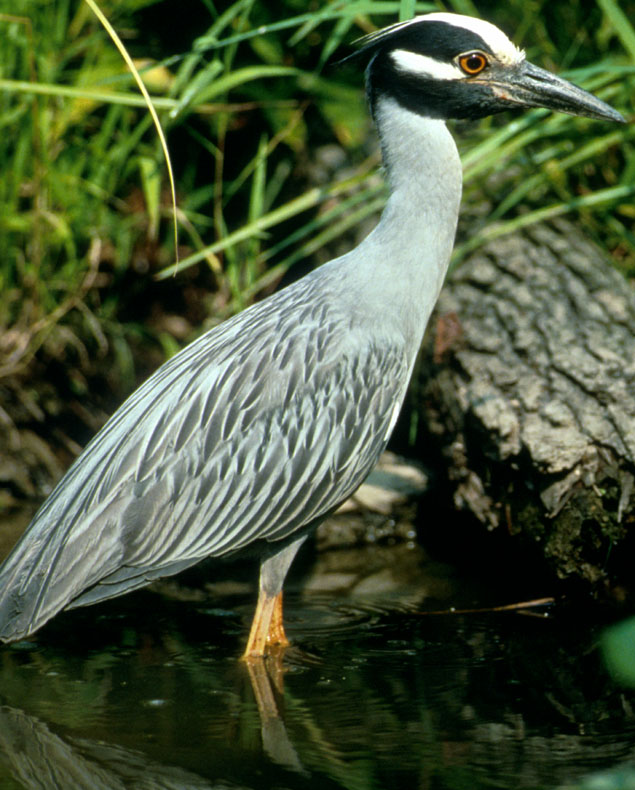
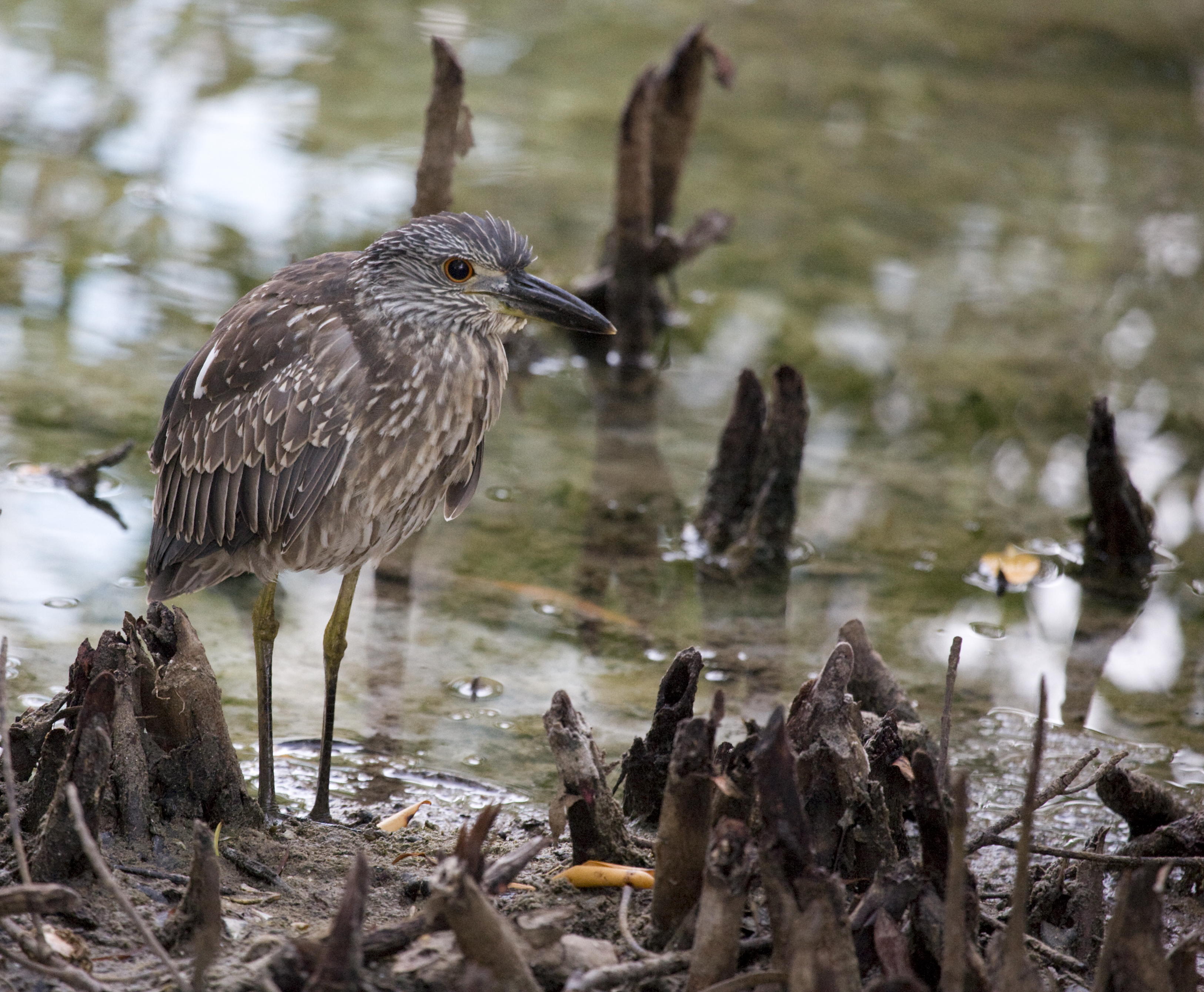
Juvenil på Kuba.
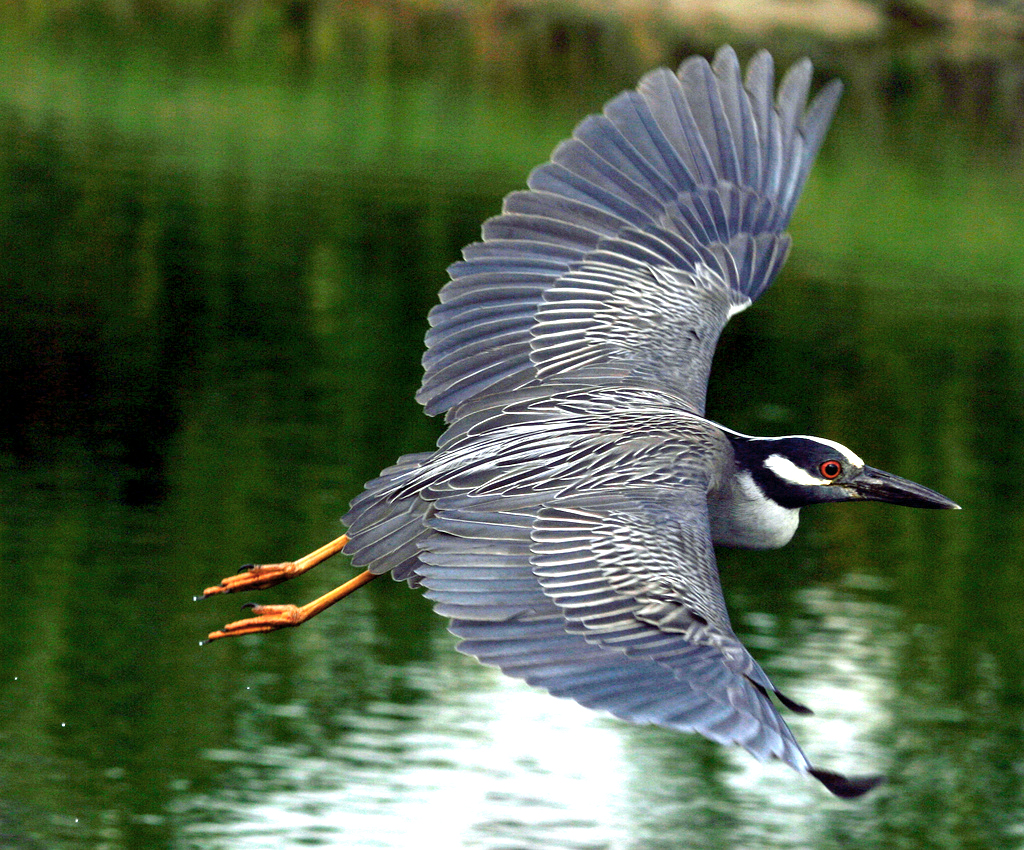
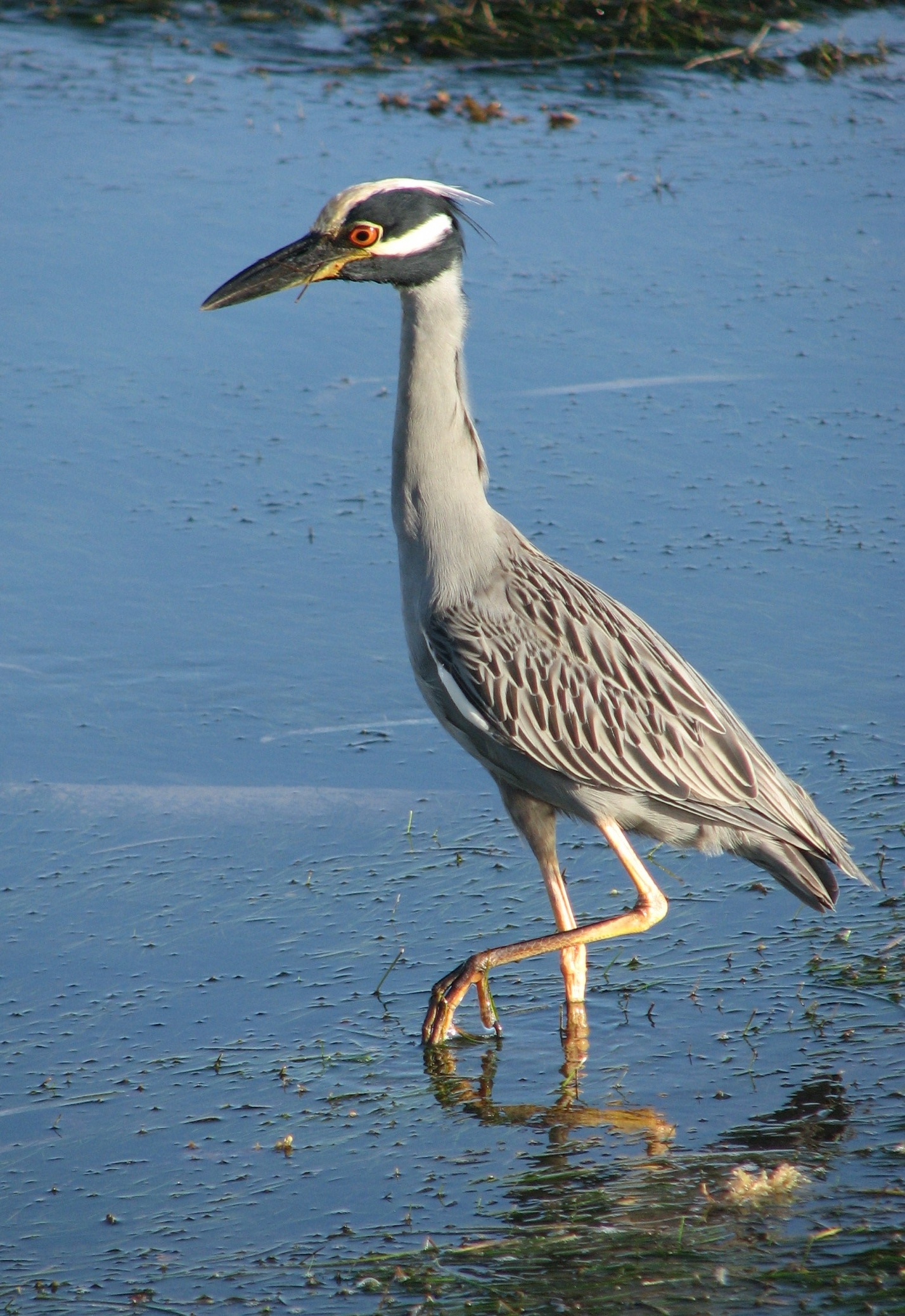
Adult i Belize.